# 布赖莱马勒伊
布赖莱马勒伊（法語：Bray-lès-Mareuil，法語發音：[bʁɛ lɛ maʁœj]，意为“马勒伊附近的布赖”）是法国上法蘭西大區索姆省的一个市镇，属于阿布维尔区。

## 地理
布赖莱马勒伊（50°3'15"N, 1°51'19"E）面积5.43 平方千米，位于法国上法蘭西大區索姆省，该省份为法国北部沿海省份，北起加来海峡省和北部省，西接滨海塞纳省和大西洋英吉利海峡，南至瓦兹省，东临埃纳省。
与布赖莱马勒伊接壤的市镇（或旧市镇、城区）包括：巴约勒、索姆河畔欧库尔、埃龙代勒、于谢讷维尔、马勒伊-科贝尔。
布赖莱马勒伊的时区为UTC+01:00、UTC+02:00（夏令时）。

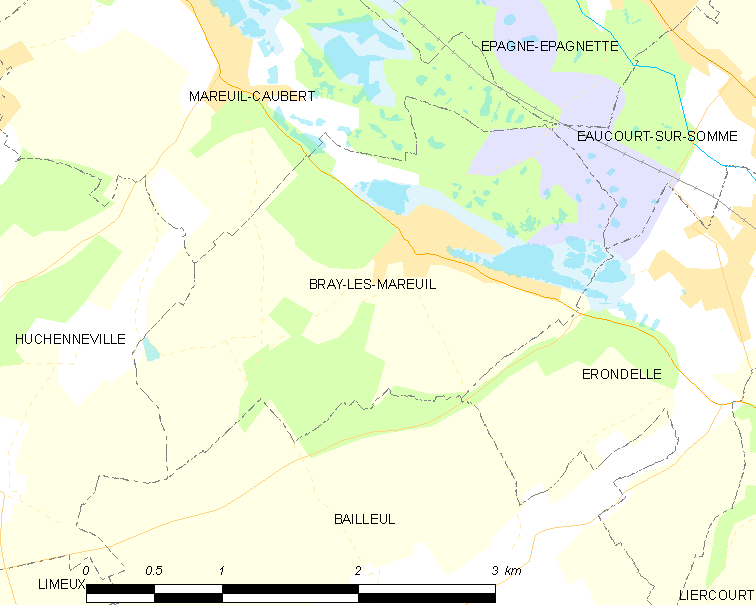
布赖莱马勒伊的OSM定位图

## 行政
布赖莱马勒伊的邮政编码为80580，INSEE市镇编码为80135。

## 政治
布赖莱马勒伊所属的省级选区为阿布维尔第二县。

## 人口

1962-2008年间布赖莱马勒伊人口变化图示

布赖莱马勒伊于2022年1月1日时的人口数量为250人。